# Turrisipho moebi
Turrisipho moebi är en snäckart som först beskrevs av Dunker och Metzger 1874.  Turrisipho moebi ingår i släktet Turrisipho, och familjen valthornssnäckor. Det är osäkert om arten förekommer i Sverige.